# Émile Chatelain
Pour les articles homonymes, voir Châtelain.
Émile Louis Marie Chatelain (Montrouge, 25 novembre 1851 - Paris, 26 novembre 1933) est un célèbre latiniste et paléographe français.

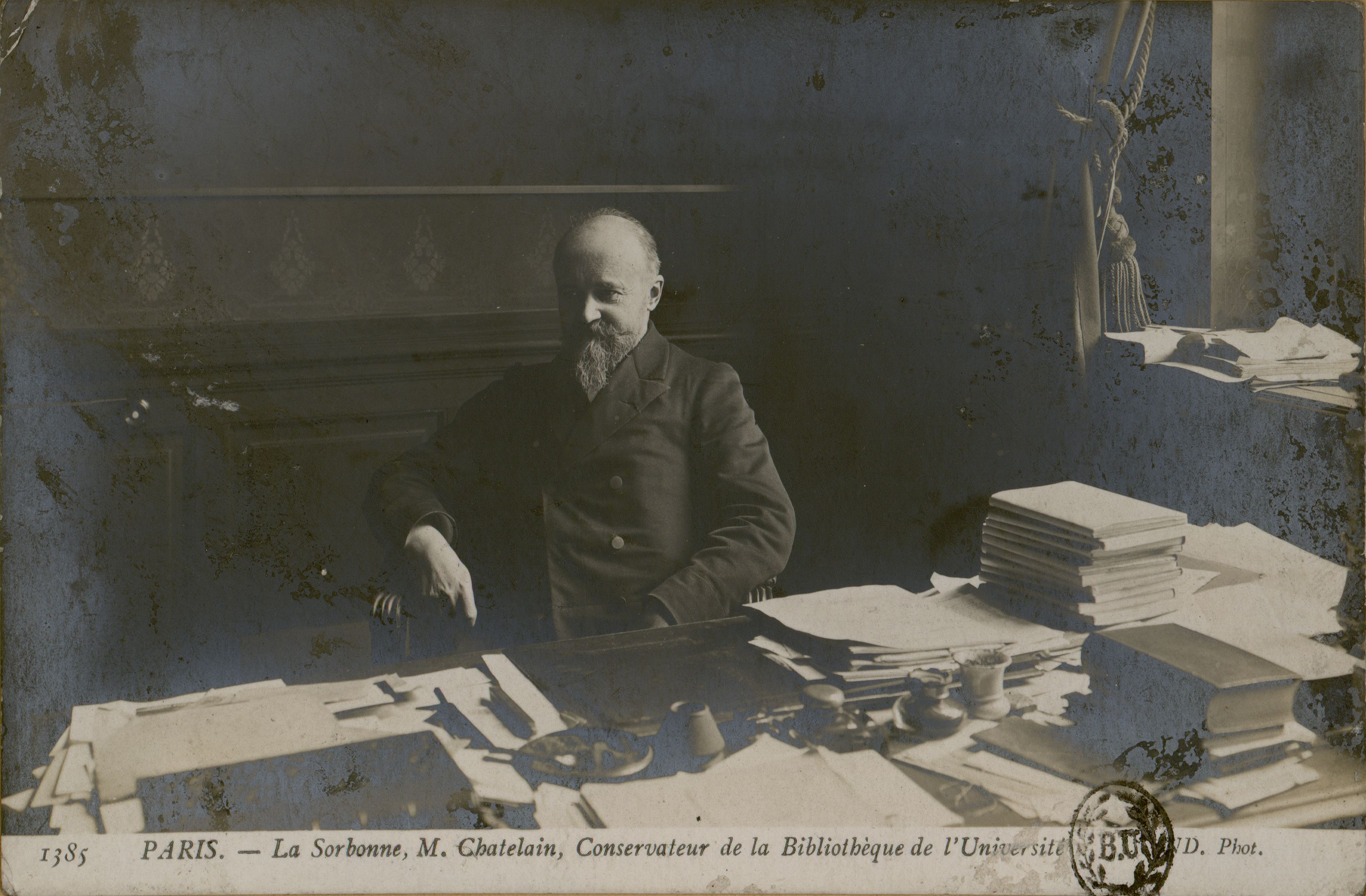
Carte postale d'Émile Chatelain dans son bureau à La Sorbonne en 1905.

Membre de l'École française de Rome (1876-1877), collaborateur d'Henri Denifle pour le Chartularium, conservateur à la Bibliothèque de la Sorbonne dont il a rédigé les catalogues de manuscrits et d'incunables et directeur d'études à l'École pratique des hautes études, il fut élu membre de l'Académie des inscriptions et belles-lettres en 1903.

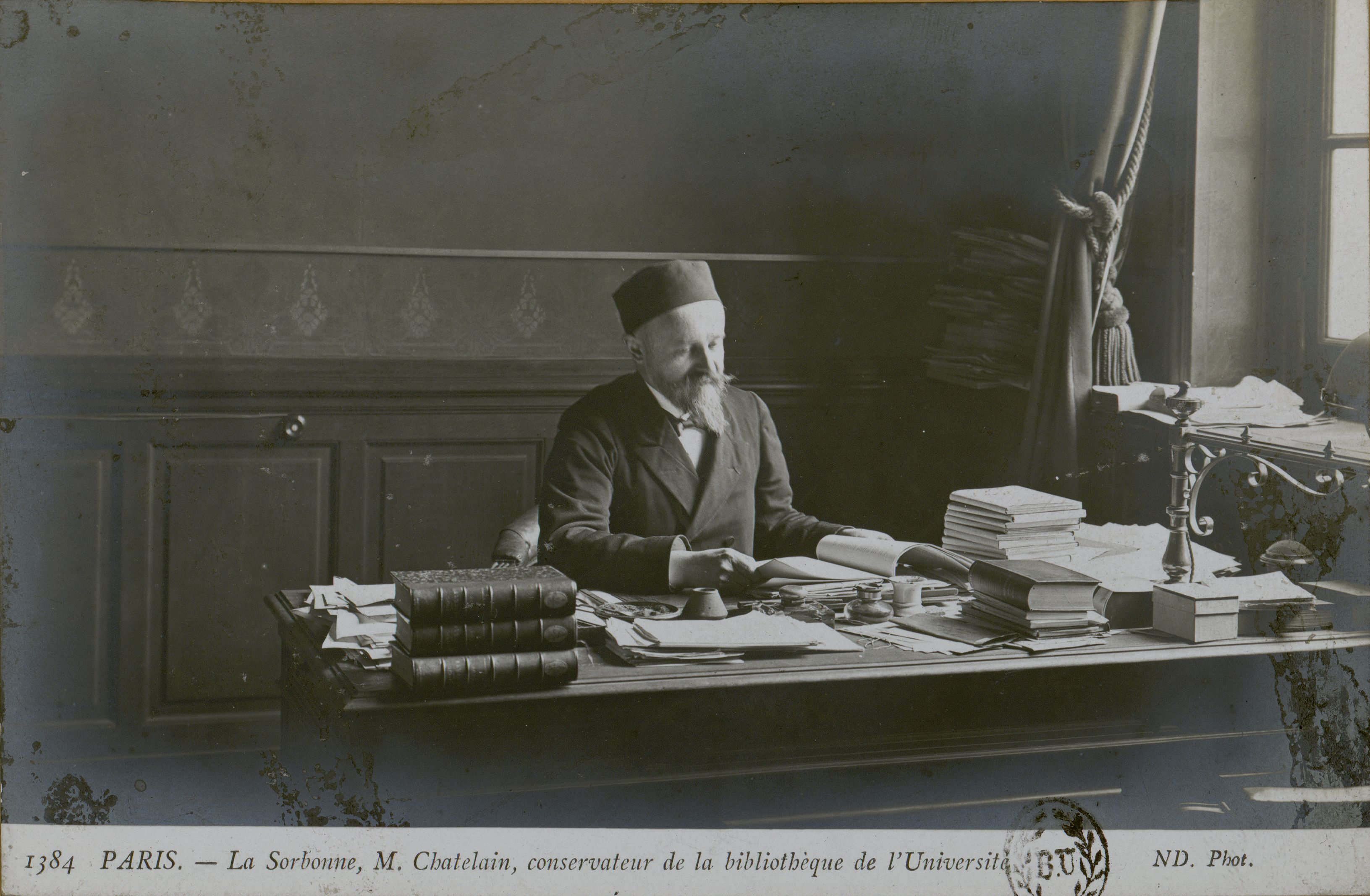
Carte postale d'Émile Chatelain, dans son bureau de conservateur de la bibliothèque de l'université de La Sorbonne, en 1905.

Il fut à l'origine de la réédition du dictionnaire Français-Latin de Quicherat et Daveluy.
Titulaire de la chaire de paléographie de l'EPHE dès ses origines, il s'intéressa aux manuscrits de la basse Antiquité et du haut Moyen Âge et notamment à l'écriture la mieux représentée, l'onciale et aux palimpsestes. Sous l'influence d'un de ses auditeurs, Paul Legendre, il consacra d'importantes recherches à l'usage des notes tironiennes. Ses notes de paléographie qui incluent l'analyse des palimpsestes et des notes tironiennes sont conservées dans le fonds manuscrit de la BIS.
Parmi ses activités, il faudrait mentionner encore un cours de paléographie latine à la faculté des lettres en 1882 à 1904, la direction de la Revue de philologie, la fondation de la Revue des bibliothèques et de très nombreuses publications.
Il fut le père de Louis Chatelain, archéologue et épigraphiste.

## Œuvres principales
Ses travaux comprennent notamment deux magistrales séries de fac-similés :
- Paléographie des classiques latins, Paris, 1884-1887 ;
- Introduction à la lecture des notes tironiennes, Paris, 1900, XVI-234 pages, consultable sur BNF  ;
- « Les palimpsestes latines », Annuaire de l'École pratique des hautes études, 1904, p. 5-44 ;
- Uncialis scriptura codicum Latinorum... Paris, 1901-1922.

## Pour approfondir